# Call of Duty: Infinite Warfare

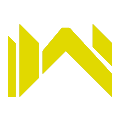
Infinite Warfares logga

Call of Duty: Infinite Warfare är ett datorspel av typen förstapersonsskjutare utvecklat av Infinity Ward och utgivet av Activision. Spelet är den trettonde delen i Call of Duty-serien och släpptes till Microsoft Windows, Playstation 4 och Xbox One den 4 november 2016.
Infinite Warfare började utvecklas under 2014, som det första spelet av Infinity Ward under den nya treåriga utvecklingscykeln för Call of Duty-serien. 
Spelets kampanjläge är centrerat kring en kamp om solsystemet, som Settlement Defense Front (SDF), en fientlig styrka, försöker ta över. Som spelare tar man kontroll över kapten Nick Reyes från Special Combat Air Recon (SCAR). Spelaren får sitt eget transformerande stridsskepp vid namn "Jackal", som kan anpassas efter eget tycke, samt ett centralt nav vid namn Retribution.
Specialutgåvorna av Infinite Warfare har en remasterutgåva av Call of Duty 4: Modern Warfare, under titeln Call of Duty: Modern Warfare Remastered, som utvecklades av Raven Software.
Infinite Warfares officiella trailer möttes av blandat mottagande från spelrecensenter och journalister och fick ett starkt negativt mottagande från fansen till Call of Duty-serien. Spelets tillkännagivande trailer blev den näst mest ogillade videon på webbsidan Youtube.

## Röstskådespelare
- Brian Bloom - Kommendörkapten Nick Reyes
- John Marshall Jones - Admiral Frederick Raines
- Eric Ladin - Menig Todd Kashima
- Jamie Gray Hyder - Löjtnant Nora Salter
- David Harewood - Furir Usef Omar
- Jason Barry - Korpral Sean Brooks
- Jeffrey Nordling - E3N "Ethan"
- Omid Abtahi - Löjtnant Victor "Gator" Diallo
- Claudia Christian - Kapten Maureen Ferran
- Claudia Black - Ingenjör Audrey MaCallum
- Kit Harington - Konteramiral Salen Kotch
- Peter Weller - Viceamiral Caleb Thies
- Conor McGregor - Kapten Bradley Fillion
- Lewis Hamilton - Carl Hamilton
- Jeffrey Pierce - Havoc
- Robert Baker - Sergeant Maynard Griffin
- Seth Green - Poindexter the Nerd
- Ike Barinholtz - A.J. the Jock
- Jay Pharoah - Andre the Rapper
- Sasheer Zamata - Sally the Valley Girl
- Paul Reubens - Willard Wyler
- David Hasselhoff - DJ